# Курин, Николай Васильевич
Николай Васильевич Ку́рин (1908—1989) — советский конструктор танков, САУ, тракторов и шасси зенитно-ракетных комплексов.

## Биография
Родился в 1908 году в Лукоянове Нижегородской губернии.
Окончил ЛИИЖТ. С 1934 года работал в Ленинграде, инженером танкового конструкторского бюро (СКБ-2) Кировского завода; участвовал в создании самоходно-артиллерийской установки СУ-122.
В начале 1940 года — начальник конструкторской группы по вооружению танков КВ 152-мм гаубицами для борьбы с финскими ДОТами и уничтожения противотанковых препятствий.
Во время войны — в эвакуации на УЗТМ, с 1942 года на Челябинском Кировском заводе руководитель спецгруппы по разработке САУ.
Отработал в КБ ЛТЗ (СКБ-2, с 1951 ОКБТ ЛКЗ, с 1968 СКБ-3) более 40 лет, последняя должность — зам. главного конструктора.
Участник создания зенитно-ракетного комплекса С-300 (гусеничное шасси).
Умер в 1989 году. Похоронен на Большеохтинском кладбище Санкт-Петербурга.

## Награды и премии
- Сталинская премия второй степени (1943) — за создание нового вида артиллерийского вооружения
- Сталинская премия второй степени (1948) — за создание нового трактора для трелёвки леса (специальный трелёвочный трактор КТ-12 с газогенераторной установкой)
- орден «Знак Почёта» (17.04.1940) — «за успешную работу и проявленную инициативу по укреплений обороноспособности нашей страны»
- орден Красной Звезды (1943)
- медали